# Едвард Бовелл
Едвард Леонард Джордж Бовелл (англ. Edward Leonard George Bowell; ще знаний як «Тед Бовелл»; 1943—2023) — американський астроном. Бовелл закінчив Університетський коледж Лондона та Паризький університет. Працюючи у обсерваторії Ловелла, він був головним дослідником проєкту LONEOS, пізніше став його керівником. Бовелл відкрив велику кількість астероїдів, як під час його роботи у LONEOS, так і до початку проєкту.

## Біографія
Народився в Лондоні в 1943 році. У шкільні роки зацікавився астрономією, коли батько подарував йому невеликий телескоп.
1965 року в Лондонському університеті здобув ступінь бакалавра з астрономії. Через відсутність коштів не зміг продовжити навчання, але отримав стипендію Європейської організації з космічних досліджень для роботи з Одуеном Дольфюсом в Паризькій обсерваторії в Медоні. Разом із Дольфюсом Бовелл проводив поляриметричні дослідження місячного ґрунту, що було особливо важливо напередодні американської космічної програми «Аполлон».
1967 року Бовелл повернувся до Англії і поступив на роботу в обсерваторію Лондонського університету, де він досліджував теплові властивості місячного ґрунту. В 1970—1971 також читав курс лекцій з загальної астрономії на астрономічному факультеті університету.
1971 року Бовелл знов поїхав до Франції й продовжив поляриметричні дослідження. Оскільки саме 1971 року відбулось велике протистояння Марса, — планета була найближче до Землі, і умови її спостереження були найбільш сприятливі. Тому Бовелл витратив багато спостережного часу, виконуючи фотографічні й поляриметричні дослідження Марса і його глобальної пилової бурі 1971 року. 1973 року під впливом Б. Зельнера Бовелл зацікавився дослідженням астероїдів. Того ж 1973 року в Медоні Бовелл написав і захистив дисертацію докторі філософії, і невдовзі після цього переїхав в США, до Ловеллівської обсерваторії.

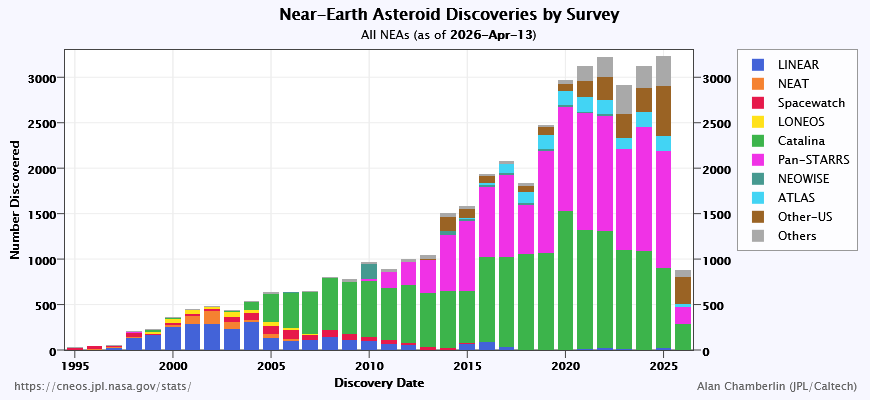
Кількість навколоземних об'єктів знайдених різними проєктами. Жовтим відмічені астероїди, знайдені проєктом LONEOS, керованим Бовеллом.

Протягом 5 років Бовелл досліджував кольори астероїдів, і 1978 року опублікував таксономію астероїдів, виділивши типи астероїдів C, S і M. Пізніше він зацікавився уточненням орбіт і відкриття нових астероїдів, особливо потенційно небезпечних. Він був керівником проєкту LONEOS, в межах якого було відкрито понад 20 тисяч об'єктів. Налічується понад 560 астероїдів, відкритих особисто Бовеллом.
У 2000—2003 роках Бовелл був президентом Комісії 20 Міжнародного астрономічного союзу, у 2003—2009 роках — президентом Відділення планетних наук Міжнародного астрономічного союзу. Він є активним популяризатором науки, працює з любителями астрономії, член організаційних комітетів багатьох конференцій.
Бовелл активно співпрацював з Харківським національним університетом ім. В. Н. Каразіна, кілька разів відвідував університет, 2005 року був обраний почесним доктором Харківського університету. Відкритий ним астероїд 10685 Харківунівер він назвав на честь Харківського університету, а астероїд 3210 Лупішко — на честь керівника харківської астероїдної групи Дмитра Лупішка.

## Родина
Дружина Анна-Марія, родом зі Швейцарії.

## Зацікавлення
Бовелл пошановувач і знавець вин, власник великої винної колекції. Перевагу віддає італійським і французьким винам. Найкращою горілкою вважає «Українську медову з перцем» виробництва Nemiroff.
Також Бвелл захоплюється класичною музикою, регулярно відвідує концерти симфонічної музики, бере активну участь в музичному житті свого міста. В 2001—2003 роках він був президентом ради директорів Симфонічної асоціації міста Флегстафф. Кілька відкритих ним астероїдів він назвав на честь композиторів, музикантів, диригентів, учасників групи «Бітлз». Астероїд 6582 він назвав «Флагсімфоні» на честь симфонічного оркестру свого міста.

## Космічні об'єкти, відкриті Едвардом Бовеллом

### Комети
- C/1980 E1 (Бовелла)[4]